# Giuseppe Capotondi
Giuseppe Capotondi (Corinaldo, 1º gennaio 1968) è un regista italiano.

## Biografia
Regista di numerosi videoclip e spot pubblicitari, lavora per le case di produzione statunitensi Oil Factory e Factory Films nel Regno Unito. Prima di lavorare per Factory Films, ha realizzato lavori per l'inglese Battlecruiser e per la francese Soixan7 e Quin5e. Il suo video di Oggi Dani è più felice, per Mietta, ha vinto il Premio MTV in Inghilterra nel 1995.
Il suo primo lungometraggio, La doppia ora, è stato presentato in concorso alla 66ª Mostra internazionale d'arte cinematografica di Venezia nel settembre 2009.
Nel 2014, dirige le riprese del secondo episodio della seconda stagione della serie inglese prodotta dalla ITV Endeavour. Tra il 2016 e il 2017 dirige quattro episodi della serie americana Berlin Station.
Nel 2017 è regista degli ultimi quattro episodi di Suburra - La serie per Netflix.
Nel 2022 dirige tre episodi di Blocco 181 di cui cura anche soggetto e produzione della seconda stagione.
Nel 2025 è il regista dell'episodio numero 4 della miniserie TV Il Gattopardo.

## Filmografia

### Cinema
- La doppia ora (2009)
- La tela dell'inganno (The Burnt Orange Heresy) (2019)

### Televisione
- Endeavour, episodio 2x03 (2014)
- Berlin Station, 4 episodi (2016-2017)
- Suburra - La serie, 4 episodi (2017)
- Blocco 181, 3 episodi (2022)
- Il Gattopardo, 1 episodio (2025)

### Video musicali[2]
- Amy Studt - Under the Thumb (2003)
- Bush - Inflatable (2002)
- Emma Bunton - I'll Be There (2004)
- Furslide - Over My Head (1998)
- Keane - Crystal Ball (2006), Nothing in My Way (2006)
- Kelis - Millionaire (feat. André 3000) (2004)
- Ligabue - Ancora in piedi (1993), Certe notti (1995), Viva! (1996)
- Mario Venuti - Fortuna (1993)
- Massimo Di Cataldo - Anime (Rou) (feat. Youssou N'Dour) (1996)
- Melanie C - Goin' Down (1999)
- Mietta - Oggi Dani è più felice (1995)
- Mo-Do - Eins, Zwei, Polizei (1994), Super Gut (1995), Gema Tanzen (1995)
- Ms. Dynamite - Judgement Day (2005)
- Natalie Imbruglia - Counting Down the Days (2005)
- Negrita - Rumore (1994)
- Our Lady Peace - Is Anybody Home? (2000)
- Pale 3 - You Can't Find Peace (feat. Skin) (2000)
- Skin - Lost (2003)
- Skunk Anansie - Charlie Big Potato (1999), Secretly (1999)
- Soon - Il fiume (1996)
- Sunna - Power Struggle (2000)
- Zucchero Fornaciari - Papà perché (1995)